# 因幡志
『因幡志』（『稲羽志』、『因幡誌』、いなばし）は因幡国（鳥取県東部）に関する江戸時代中期に編纂された地誌史料である。成立時期は一応寛政7年（1795年）とされているが、その時点では実際には世に出されず、その後も加筆が行われた。『因幡民談記』とならび、近世の因幡国に関する代表的な地誌とされている。

## 作者
『因幡志』の編者は阿陪恭庵（あべきょうあん、享保19年（1734年） - 文化5年（1808年）4月18日）という人物である。「恭庵」は雅号で、本名は阿陪惟親（あべこれちか）。
医学を志して、米子の医師、吉岡玄昌（吉岡恕翁）・吉岡義顕（吉岡仁庵）という父子の下で学び、鳥取藩の目付・学館奉行である河田東岡からは儒学や朱子学を学んだ。その後、京都に出て学問を修めつつ、文学修辞にも傾倒したという。鳥取に戻ると天明6年（1786年）に鳥取藩の近習医となった。
阿陪恭庵は若いうちから、藩の典医だった小泉友賢（1622年 - 1691年）による『因幡民談記（稲場民談記）』（1688年頃成立）の増補をめざしていた。『因幡志』の草稿には、「続稲場民談記」や「増補民談記」の仮題が記されている。
恭庵はこの増補の実現のため、数十年にわたり藩内各地をまわって資料を集め、正確さを求めて実地調査を行った。この事業に傾注した恭庵は家禄をこれに費やすあまり、家は窮乏し、雨漏りを修すための資金すら無かったと伝わる。

## 写本と構成、特徴

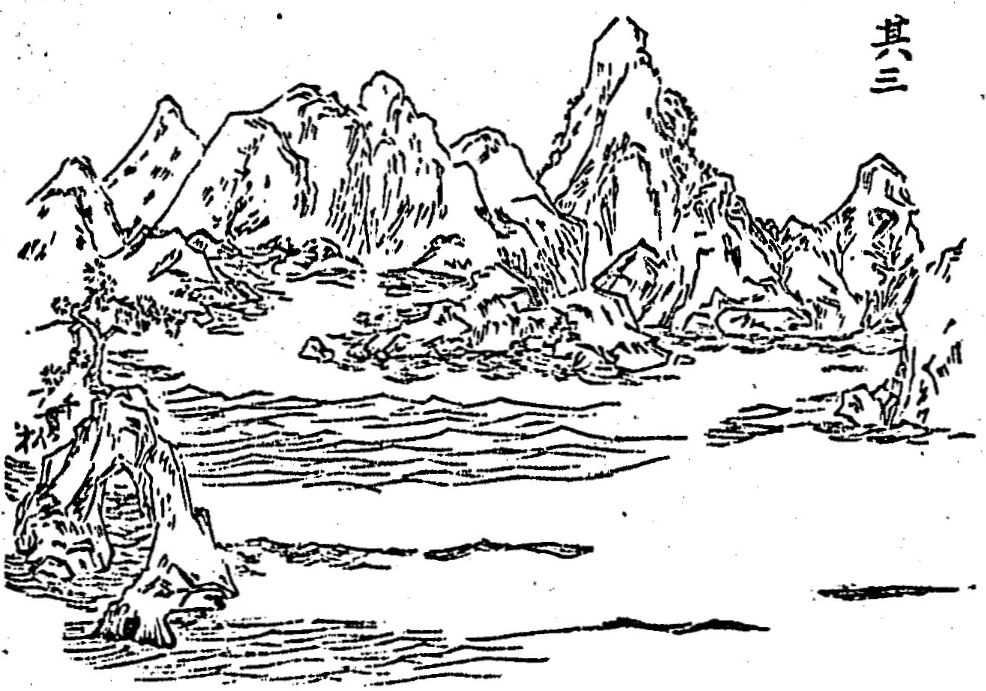
因幡志に描かれた浦富海岸の千貫松島（左下）

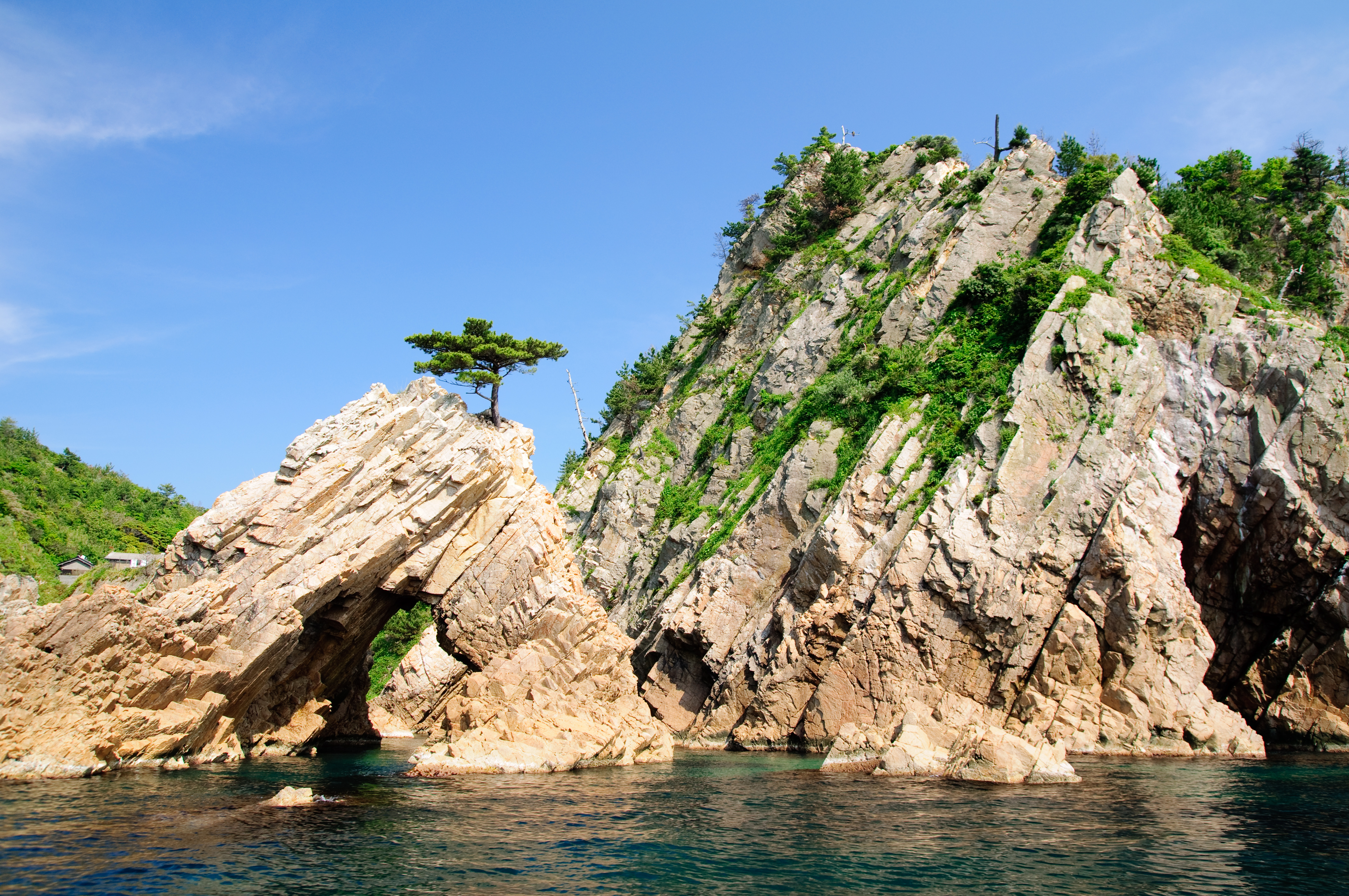
浦富海岸の千貫松島

『因幡志』は複数の写本が現存するが、それぞれの相違点が大きい。因幡国一宮の宇倍神社には「阿陪恭庵自筆奉納による原典」と伝わる全86巻の『因幡志』があるものの、実際にはこれが原典であるかは不確かである。鳥取県立図書館に所蔵されている西橋蔵書版（47巻）の第1巻には、明治19年（1886年）に原本から作成された写本である旨が記されている。このほか鳥取藩の藩校・尚徳館には全36巻本が伝わる。
西橋蔵書版にしたがうと、巻の構成は次のようになっている。
| 首巻       | 2 |
| 巨濃郡     | 2 |
| 法美郡     | 2 |
| 八上郡     | 1 |
| 八東郡     | 2 |
| 智頭郡     | 2 |
| 邑美郡     | 2 |
| 高草郡     | 2 |
| 気多郡     | 2 |
| 神社之部   | 2 |
| 神社之図絵 | 3 |
| 仏閣之部   | 1 |
| 名所之部   | 1 |
| 勝地之図絵 | 2 |
| 国守之部   | 2 |
| 古城之部   | 2 |
| 古墳之部   | 3 |
| 武器図式   | 2 |
| 雑物図絵   | 2 |
| 筆記之部   | 7 |
| 歴世考     | 3 |

これに、同時代の鳥取藩藩医、箕浦世亮による序文が添えられている。
『因幡民談記』が国守についての記述が中心的だったのに比べると、『因幡志』は各地の地誌に比重が置かれているのが特徴である。前半を占める各郡の巻では、当時の郷村の戸数や産物、交通などが詳述されている。
なお、明治時代に「因伯叢書」として刊行され、のちにその復刻版も刊行されたものの、「校訂が不十分で脱漏も多い」とされている。

## 成立時期
一般的に、『因幡志』は寛政7年（1795年）に成立したとされている。ただしより正確には、寛政7年（1795年）4月の時点でいったん脱稿したものの、それが公開されることはなかったと推定される。『因幡志』に含まれる図絵のなかには、享和2年（1802年）や文化2年（1804年）に作成されたと推定されるものも含まれており、1795年以降も加筆が行われていたのだろうと考えられている。
また、目録には「歴史考」は20巻となっているが、実際には3巻の村上天皇までしかない。これは阿陪恭庵が20巻を書き上げる前に没してしまったためと推定されている。

## 評価
編者の安陪恭庵は、「臆断せず」を信条に、長い年月を費やして史料を収集し、実際に現地へ足を運んで調査を重ねたという。そうして詳述された因幡国各地についての記述は、江戸時代の因幡国を知る上で『因幡民談記』と「双璧をなす」重要な資料と位置づけられている。
しかしながら、文政12年（1829年）に『鳥府志』を著した岡嶋正義は、恭庵の業績を称賛しつつも、「憶度私見の説少なからず」と評した。